# Городенська волость
Городенська волость — історична адміністративно-територіальна одиниця Володимир-Волинського повіту Волинської губернії Російської імперії. Волосний центр — село Городнє. Наприкінці ХІХ ст. волость було ліквідовано, поселення приєднано до Головенської (Городнє, Кукурики) та Любомльської (Підгороднє, Почапи) волостей.
Станом на 1885 рік складалася з 7 поселень, 5 сільських громад. Населення — 3204 особи (1608 чоловічої статі та 1596 — жіночої), 260 дворових господарств.
|                     | Площа, десятин | У тому числі орної, дес. |
| ------------------- | -------------- | ------------------------ |
| Сільських громад    | 4779           | 2141                     |
| Приватної власності | 5259           | 888                      |
| Казенної власності  | —              | —                        |
| Іншої власності     | 224            | 52                       |
| Загалом             | 10262          | 3081                     |

Основні поселення волості:
- Городне — колишнє власницьке село за 60 верст від повітового міста при трьох озерах (одне Святе), волосне правління, 628 осіб, 88 дворів, православна церква, школа, поштова станція, постоялий будинок, вітряк, цегельний, вапняковий, пивоварний, винокуренний заводи.
- Кукурики — колишнє власницьке село при річці Ікві, 340 осіб, 23 двори, кладовищенська православна церква, постоялий будинок.
- Підгородне — колишнє державне село, 1178 осіб, 83 двори, православна церква, школа, постоялий будинок, маслобійний завод.
- Почапи — колишнє державне село при річці Ікві, 680 осіб, 56 дворів, школа, постоялий будинок.